# Dose
Dose – drugi studyjny album amerykańskiego zespołu Gov’t Mule.

## Lista utworów[2]
1. "Blind Man in the Dark" – 6:47
2. "Thorazine Shuffle" (Haynes/Abts) – 6:46
3. "Thelonius Beck" (Haynes) – 3:33
4. "Game Face" (Haynes) – 7:55
5. "Towering Fool" (Haynes/Abts) – 6:22
6. "Birth of the Mule" (Haynes/Woody/Abts) – 6:41
7. "John the Revelator" (utwór tradycyjny) – 3:49
8. "She Said, She Said" (Lennon–McCartney) – 6:57
9. "Larger Than Life" (Haynes) – 5:13
10. "Raven Black Night" (Haynes) – 5:29
11. "I Shall Return" (Haynes) – 5:40

## Twórcy albumu
- Warren Haynes – gitara, śpiew, instrumenty perkusyjne
- Matt Abts – perkusja,
- Allen Woody – gitara basowa, mandolina
- Michael Barbiero – produkcja, tamburyn w "John the Revelator"